# Cruising with Ruben & the Jets
Cruising with Ruben & The Jets är det fjärde studioalbumet av Frank Zappa & The Mothers of Invention och släpptes ursprungligen 2 december 1968.
Liksom bandets tidigare tre album är detta ett konceptalbum, och både en parodi på och en hyllning av 1950-talets rock'n'roll- och doo wop-musik som Frank Zappa och de övriga medlemmarna i The Mothers of Invention växt upp med. I konceptet ingår det fiktiva Chicano-bandet Ruben & the Jets som syns på illustratören Cal Schenkels omslag, där Mothers of Invention porträtteras som antropomorfa hundar. Albumet ingick projektet No Commercial Potential, som också resulterade i albumen Lumpy Gravy, We're Only in It for the Money och Uncle Meat. Både skivan och dess singlar ("Deseri" och "Any Way the Wind Blows") fick vissa framgångar i radio

## CD-version
1984 lät Zappa Arthur Barrow och Chad Wackerman nyinspela trummorna och basen innan skivan gavs ut på CD. Många fans gillar inte den nya versionen av albumet, men ännu har ingen officiell CD-utgåva med originalmusiken släppts.

## Kuriosa
Efter att ha sett en konsert med Zappa & the Mothers tog den Los Angeles-baserade musikern Ruben Guevara kontakt med Frank Zappa och påpekade att han hade samma förnamn som albumets fiktive bandledare, och spelade liknande musik. Något år senare föreslog Zappa att Guevara skulle starta sitt eget band, och godkände att detta skulle ta namnet "Ruben and the Jets". Bandet turnerade under 1972 tillsammans med the Mothers, och Frank Zappa producerade bandets debutalbum For Real! (1973), där tidigare Mothers-medlemmen Jim "Motorhead" Sherwood medverkade på saxofon.

## Låtlista (CD-versionen)
Sida ett
1. "Cheap Thrills" (Zappa) - 2:39
2. "Love of My Life" (Collins, Zappa) - 3:08
3. "How Could I Be Such a Fool?" (Zappa) - 3:34
4. "Deseri" (Buff, Collins) - 2:08
5. "I'm Not Satisfied" (Zappa) - 4:08
6. "Jelly Roll Gum Drop" (Zappa) - 2:24
7. "Anything" (Collins) - 3:05

Sida två
1. "Later That Night" (Zappa) - 3:00
2. "You Didn't Try to Call Me" (Zappa) - 3:57
3. "Fountain of Love" (Collins, Zappa) - 3:22
4. "No. No. No." (Zappa) - 2:15
5. "Any Way the Wind Blows" (Zappa) - 3:01
6. "Stuff Up the Cracks" (Zappa) - 4:36

Total speltid: 40:34

## Musiker
- Ray Collins – sång
- Frank Zappa – sång, gitarr
- Roy Estrada – sång, bas
- Jimmy Carl Black – trummor
- Ian Underwood – piano
- Motorhead Sherwood – barytonsax, tamburin
- Bunk Gardner – tenorsax, altsax

### Fotnoter
1. ↑  Bruce Eder. ”Ruben & the Jets”. AllMusic.com. https://www.allmusic.com/artist/ruben-the-jets-mn0000853153/biography. Läst 27 juni 2018.